# Hijos de un mismo dios
Hijos de un mismo dios (Edges of the Lord en inglés) es una película dramática de 2001 ubicada en Polonia durante la Segunda Guerra Mundial. La película trata de un niño judío (Haley Joel Osment) que huye de las tropas nazis que han invadido Polonia, finalmente se esconde con la ayuda del reverendo local (William Dafoe).

## Argumento
Romek, (Haley Joel Osment) es un niño judío de nacionalidad polaca que ha recibido una estricta enseñanza del catolicismo por parte de su padre y así poder librarse de ser deportado a algún campo de concentración. Mientras huye de la persecución nazi, Romek llega a una casa de la familia de Gniecio (Olaf Lubaszenko) de un pequeño pueblo, allí conoce a sus hijos Władek (Richard Banel), quien aparenta ser rudo, y Tolo (Liam Hess), un niño con interés en el catecismo que intenta llevar su fe hasta el extremo de que les pide a todos que le ayuden a colgarlo en un árbol.
Los vecinos, Batylin (Ryszard Ronczewski) y su mujer son ejecutados por los nazis después de que adquirieran un cerdo de manera ilegal. Allí conoce a Kluba (Andrzej Grabowski), un niño problemático que no se lo piensa dos veces para meterse con Romek por ser de "ciudad" y a María (Olga Frycz), una joven con quien inicia una amistad.

## Estreno
La película se emitió en varios países, sin embargo no se estrenó en Estados Unidos. Una crítica en Variety predijo que la razón fue que en la película, a pesar de que se rodó en inglés, la mayoría de los actores hablaban con acento polaco.